# شهرستان هیوستون (جورجیا)
شهرستان هیوستون، جورجیا (به انگلیسی: Houston County, Georgia) یک سکونتگاه مسکونی در ایالات متحده آمریکا است که در جورجیا واقع شده‌است.